# IBSA-Leichtathletik-Europameisterschaften
Die IBSA-Leichtathletik-Europameisterschaften (engl.: IBSA Open European Athletics Championships, auch: IBSA Open Europe Athletics Championships, kurz: IRIS Rhodes 2009) waren eine offene internationale Sportveranstaltung, die von der International Blind Sports Federation (IBSA) (Internationaler Blindensportverband), dem griechischen Blindensportverband und dem Organisationskomitee dieser Europameisterschaften bewerkstelligt wurde. Sie fanden vom 4. bis 14. Juni 2009 im Kallipatira-Stadion auf Rhodos (Griechenland) statt. Alle 14 Paralympischen Disziplinen für blinde und sehbehinderte Sportler konnten ausgetragen werden. Es waren mindestens 500 Athleten aus 35 europäischen Ländern als auch aus Kanada, Japan und Australien in der offenen Startklasse erwartet worden.
Aus Deutschland kamen 7 Sportler (zwei Frauen, fünf Männer), aus Österreich und der Schweiz je zwei männliche Athleten.

## IBSA Athletics European Open, Belgrad 2012
Die IBSA-Europameisterschaften 2009 waren scheinbar nur eine einmalige Veranstaltung.
2012 gab es eine nicht als Meisterschaften bezeichnete Leichtathletikveranstaltung in der serbischen Hauptstadt Belgrad, die IBSA Athletics European Open. Diese wurde von der IBSA und dem Nationalen Paralympischen Komitee Serbiens organisiert. Ausgetragen wurden die Wettkämpfe vom 20. bis 28. April 2012 im Stadion Roter Stern. Trainings- und Aufwärmplatz waren die Sportanlagen der Militärakademie Belgrad. Die Wettkampfergebnisse wurden vom Internationalen Paralympischen Komitee (IPC) anerkannt und zählten zur Qualifikation für die Olympischen Spiele 2012 in London.